# Purulhá
Purulhá è un comune del Guatemala facente parte del dipartimento di Baja Verapaz.